# Adam Wakeman
Adam Wakeman (ur. 11 marca 1974 w Windsor w hrabstwie Berkshire w Anglii) – angielski pianista, muzyk sesyjny. Syn klawiszowca grupy Yes Ricka Wakemana, młodszy brat Olivera Wakemana.
Adam Wakeman współpracował m.in. z takimi wykonawcami i grupami muzycznymi jak: Annie Lennox, Travis, Company of Snakes, Will Young, Black Sabbath, Victoria Beckham czy Atomic Kitten. Od 2004 roku klawiszowiec w zespole Ozzy'ego Osbourne'a.
Wakeman ma żonę Terri, z którą ma córkę Skyla i bliźnięta Taja i Kai.

## Wybrana dyskografia
| - Wakeman with Wakeman – Wakeman With Wakeman (1992) - Wakeman with Wakeman – No Expense Spared (1993) - Adam Wakeman – Soliloquy (1993) - Rick Wakeman & Adam Wakeman – Romance Of The Victorian Age (1994) - Adam Wakeman – 100 Years Overtime (1994) - Rick Wakeman & Adam Wakeman – Tapestries (1996) |  | - Rick Wakeman & Adam Wakeman – Vignettes (1996) - Adam Wakeman – Real World Trilogy (1997) - Adam Wakeman – Neurasthenia (2003) - Ozzy Osbourne – Scream (2010) - Céline Dion – Loved Me Back To Life (2013) - Black Sabbath – Live... Gathered in Their Masses (2013) |